# Vazgen I.
Vazgen I. (20. září 1908, Bukurešť – 18. srpna 1994, Vagharšapat) byl Katolikos všech Arménů a patriarcha Arménské apoštolské církve.

## Život
Narodil se 20. září 1908 v Bukurešti jako Levon Garabed Baljian v Arménské komunitě v Rumunsku. Jeho otec byl švec a matka učitelka. Mladý Levon Baljian neměl původně namířeno k církevní dráze a tak studoval na Bukurešťské univerzitě fakultu filosofie a literatury. Po absolvování školy se stal filosofem a vydával série odborných článků.
Jeho zájem z filosofie se začal přesouvat na teologii, a tak studoval Arménskou apoštolskou teologii v řeckých Aténách. Roku 1942 získal z rukou Karapeta Mazlumiana kněžské svěcení. Nakonec získal titul vardapet, církevní titul pro kazatele a učitele Arménské apoštolské církve jako ekvivalent doktora teologie. Byl administrátorem rumunské eparchie a roku 1947 se stal jejím biskupem. Dne 23. května 1948 jej patriarcha Gevork VI. jmenoval nejvyšším vardapetem. Roku 1951 byl vysvěcen na biskupa. V prosinci 1954 začal řídit i bulharskou eparchii.
Jeho vzestup hierarchií církve vyvrcholil roku 1955 kdy byl zvolen katolikosem a patriarchou Arménské apoštolské církve. Byl jedním z nejmladších zvolených katolikosů. Intronizován byl 2. října stejného roku. V této funkci byl až do své smrti 18. srpna 1994. Během svého působení, se mu podařilo prosadit nezávislost církve vůči sovětské vládě v Arménském SSR. Dočkal se náboženské svobody roku 1991.
Byl velmi zaneprázdněn obnovením kostelů a církevních institucí. Zachránil mnoho církevních pokladů založením Muzea Alexe Manoogiana Matky církve. Udržoval silné kontakty s Arménskou katolickou církví, s cílem smířit obě křídla arménského křesťanství.